# Balsa Nova
Balsa Nova là một đô thị thuộc bang Paraná, Brasil. Đô thị này có diện tích 396,914 km², dân số năm 2007 là 11118 người, mật độ 29,2 người/km².